# 清水の暴れん坊
『清水の暴れん坊』（しみずのあばれんぼう）は、1959年9月27日に公開された日活のアクション映画である。監督は松尾昭典、主演は石原裕次郎。麻薬を密輸している悪の組織を追い詰める、ラジオ局のプロデューサーの男の活躍を描いたアクション映画である。
この作品が裕次郎と赤木圭一郎の初共演となった(赤木は1958年に裕次郎主演映画『紅の翼』へ出演しているが、エキストラであった)。

## 配役
- 石原裕次郎: 石松俊雄
- 北原三枝: 児島美紀
- 芦川いづみ: 戸川令子
- 赤木圭一郎: 戸川健司
- 佐野浅夫: そばやの男
- 松下達夫: 佐々木部長
- 近藤宏: 高山巌
- 内藤武敏: 栗原取締官
- 木浦佑三: 鉄夫
- 林茂朗: 千吉
- 横山運平: 源六爺
- 垂水悟郎: 遠藤
- 河上信夫: 厚生省課長
- 光沢でんすけ: 別のそばやの小僧
- 鈴村益代 	寮の小母さん
- 土方弘 	ペットの政
- 野呂圭介 : パチンコ屋のチンピラ
- 山之辺閃: めし屋のおやじ
- 榎木兵衛 : 麻薬売買のヤクザＡ
- 青木富夫: 交番の巡査Ａ
- 宮崎準: 警察指揮隊長
- 深江章喜: テキサスのバーテン
- 浜村純: 戸川潤
- 清水将夫: 児島仙之助
- 金子信雄: 船越
- 西村晃: 昆英劉

## スタッフ
- 監督 ： 松尾昭典
- 脚本 ： 山田信夫、松尾昭典
- 企画 ： 水の江滝子
- 原案 :  呉正恭
- 音楽 ： 二宮久男
- 主題歌 : 「いかすぜマイクの暴れん坊」: 石原裕次郎
- 美術 :  松山崇
- 編集 : 辻井正則
- 撮影 : 横山実